# Filip Krajcik
Filip Krajcik (* 23. Juli 1955 in Prag; † 30. August 2001 in Wien) war ein österreichischer Tennisspieler und -trainer.

## Leben und Karriere
Filip Krajcik wurde in Prag als Sohn des Tennisspielers Ján Krajčík geboren. Er zog mit seiner Familie mit 10 Jahren nach Wien. In seiner tennisbegeisterten Familie (sein Vater war Tennistrainer beim Wiener AC, sein Bruder bei der Hietzinger Tennis Vereinigung) wuchs er rasch zu einer vielversprechenden Nachwuchshoffnung im österreichischen Tennis heran. Im Jahr 1971 wurde der im Aufschlag starke Krajcik mit Gerhard Wimmer und 1973 mit Hans-Peter Kandler Staatsmeister im Doppel. Ab 1974 war er Teil des King’s Cup und Davis-Cup-Teams. Er ging danach zu Trainingszwecken für einige Zeit in die USA. Im Jahr 1977 erreichte er im Einzel das Finale der Staatsmeisterschaften, 1983 folgte sein letzter Doppeltitel bei den Staatsmeisterschaften (mit Bernhard Pils).
Sein höchster ATP-Rang lag bei Platz 227, jedoch verlegte er sich schon zu seiner aktiven Karriere als Tennisspieler auf das Coaching. Bedingt durch Hüft- und Rückenprobleme wechselte er allmählich ganz in das Trainergeschäft und sammelte in den USA in den frühen 1980er Jahren seine ersten Erfahrungen. Er kehrte 1984 als Trainer nach Österreich zurück und wurde bald vom ÖTV als einer von vier Bundestrainern verpflichtet. Kurz darauf wurde er zum Kapitän der österreichischen Davis-Cup-Mannschaft, mit der er 1989 seinen ersten Länderkampf bestritt. Er hatte zu Beginn der 1990er Jahre mit Spielern wie Thomas Muster, Horst Skoff und Alex Antonitsch einige der besten Spieler in der österreichischen Tennisgeschichte unter seiner Betreuung. Im Davis Cup 1990 scheiterte er mit seinem Team erst im Halbfinale knapp am späteren Sieger USA mit 2:3.
Nach internen Streitigkeiten im Davis-Cup-Team musste Krajcik im Dezember 1991 seine Position als Betreuer aufgeben. Über Judith Wiesner kam er schließlich zum österreichischen Damentennis und wurde 1996 Kapitän der österreichischen Fed-Cup-Mannschaft. Bis zu seinem Tod im Jahr 2001 hatte er diese Position inne.
Er verstarb am 30. August 2001 in Wien an einem Krebsleiden. Er hinterließ zwei Kinder.